# 加藤一敏
加藤 一敏（かとう かずとし、1926年（大正15年）2月13日 - ）は、日本の政治家。元東京都豊島区長。

## 経歴
のちの東京都豊島区出身。早稲田大学文学部を卒業し、豊島区役所に奉職する。1984年（昭和59年）助役を経て、1987年（昭和62年）豊島区長に就任した。1999年（平成11年）引退した。